# 诺福克岛
诺福克岛（英語：Norfolk Island）是澳大利亚位於南太平洋的一个岛屿，與緊鄰的菲利普島和尼皮恩島共同組成一個外島領地。島上散佈名列世界遺產的建築物，面积约34.6平方公里。人口1748人（2016年）。主要为来自皮特凯恩群岛的英国人后裔，其余为澳大利亚、新西兰、波利尼西亚人。人口中，80.8%为澳大利亚公民，16%为新西兰公民。官方语言为英语，当地居民也讲诺福克语，71.5%的居民信奉基督教。该岛行政中心为金斯敦。

## 歷史
歐洲人定居初時，諾福克島並無人居住，但早期有人居住的證據是顯而易見的。考古調查表明，在 13 或 14 世紀，東波利尼西亞海員在曾該島定居，他們來自新西蘭北部的克馬得群島或新西蘭北島。然而，波利尼西亞和美拉尼西亞的人工製品都已於島上被發現，因此來自離北部較近的新喀里多尼亞的人也有可能到達了諾福克島。但在 18 世紀末歐洲人到達之前，島上的人類活動至少已經停止了數百年。歸根結底，該島相對孤立，不利於長期定居。
英國探險家詹姆斯·庫克於1774年「發現」諾福克島，並以諾福克公爵夫人瑪麗霍華德的名字為島嶼命名。當時該島用作安置流放的囚犯，之前從未有人定居。1855年，維多利亞女王將諾福克島交予近代史上最著名的邦蒂號海上叛變參與者後裔。
2015年5月14日，澳大利亚议会通过了《诺福克岛立法修正案》，后于5月26日签署。这项法案将減少诺福克岛政府的自治權利，使澳洲聯邦法律適用於諾福克島。包括税收、社会安全、卫生等都和澳大利亚本土一致，2016年7月1日起，澳大利亚移民边境保护局负责诺福克岛的移民以及海关活动。同时，废除诺福克岛立法议会，改设一般地方政府性质的诺福克岛地区委员会。

## 政治
澳大利亚联邦政府派出行政官管辖行政事务。岛上设有诺福克岛领地最高法院，诺福克岛居民在选举澳大利亚议会议员时列入首都领地比恩选区。诺福克岛地区议会与新南威尔士州境内的地区议会相同，受其监督。

## 居民
根據2016年的人口普查中，诺福克岛的人口为1748人，較2001年的2601人減少許多，另外，2011年居民人口普查结果顯示，普查人数約78％為當地居民，其餘22％為境外訪客， 14歲以下人口占16％，15至64岁人口占54%，65岁以上人口占24%。大多数居民為歐裔（特別是英裔）或欧裔和塔希提人的混血，多為邦蒂号事件叛变者的后代，以及來自澳大利亞和新西蘭的新移民，其中約一半居民的籍貫可追溯至皮特凯恩群岛。
總人口
- 1748（根据2016年人口普查）

人口增长率
- 0.01%

族群
- 澳大利亚人 (22.8%)
- 英格蘭人 (22.4%)
- 皮特肯群島人（英语：Pitcairn Islanders） (20%)
- 蘇格蘭人 (6%)
- 愛爾蘭人 (5.2%)

出生國家
| 诺福克岛  | -     | 79.5%  | -   |     | 381   | 22.1%  |
| 澳洲大陆  | -     | 79.5%  | -   | -   | 685   | 39.7%  |
| 新西蘭    | -     | 13.3%  | -   | -   | 303   | 17.6%  |
| 斐濟      | -     | 2.5%   | -   | -   | 47    | 2.7%   |
| 英國      | -     | 1%     | -   | -   | 45    | 2.6%   |
| 菲律賓    | -     | 1.1%   | -   | -   | 40    | 2.3%   |
| 其他      | -     | 1.8%   | -   | -   |       |        |
| 不明      | -     | 0.8%   | -   | -   |       |        |
| 總計      | 2,140 | 100.0% | 818 | 930 | 1,748 | 100.0% |
| 參考來源: |       |        |     |     |       |        |

## 地理

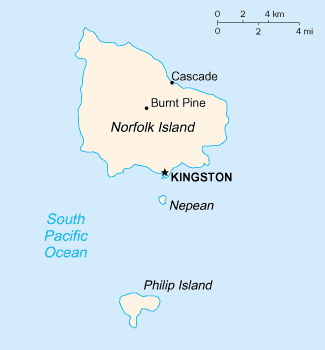
诺福克岛领地地图

诺福克岛位于太平洋西南部，西南距悉尼1676公里，南距新西兰640公里，是一个火山岛。主岛诺福克岛长8公里，宽4.8公里，海岸线长32公里。领土还包括无人居住的菲利浦岛（Phillip Island）（主岛以南7公里）和尼皮恩岛（主岛以南1公里）。诺福克岛土地肥沃，气候温和，属亚热带气候，适合农耕。2月平均气温为20～25℃，7月为13～18℃。年平均降雨量1350毫米。

### 生態

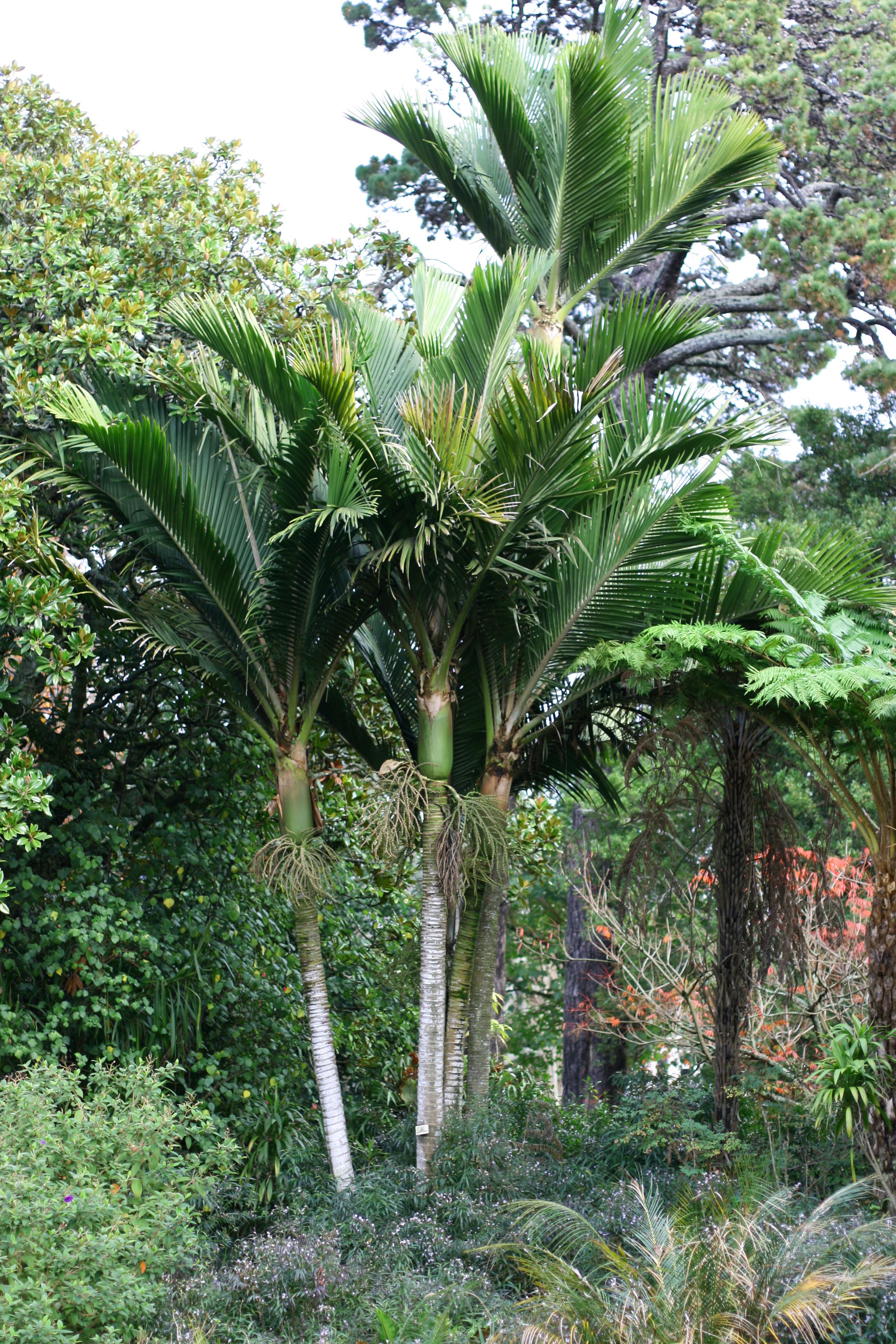
諾福克棕櫚

諾福克島樹蕨是本島的代表植物，也是世界上最高的蕨類，故出現在島旗上，是南半球针叶树，另有51種植物是島上特有種。特有動物多為鳥類，包括紅額長尾鸚鵡。